# 8027 Robertrushworth
8027 Robertrushworth è un asteroide della fascia principale. Scoperto nel 1991, presenta un'orbita caratterizzata da un semiasse maggiore pari a 3,1907999 UA e da un'eccentricità di 0,1653240, inclinata di 7,67095° rispetto all'eclittica.